# 20 Canum Venaticorum
20 Canum Venaticorum, som är stjärnans Flamsteed-beteckning, är en ensam stjärna i den mellersta delen av stjärnbilden Jakthundarna, som också har variabelbeteckningen AO Canum Venaticorum. Den har en genomsnittlig skenbar magnitud på ca 4,72 och är synlig för blotta ögat där ljusföroreningar ej förekommer. Baserat på parallaxmätning inom Hipparcosuppdraget på ca 12,3 mas, beräknas den befinna sig på ett avstånd på ca 264 ljusår (ca 81 parsek) från solen. Den rör sig bort från solen med en heliocentrisk radialhastighet på ca 9 km/s. Eggen (1971) listade stjärnan som medlem av Hyadesströmmen.

## Egenskaper
20 Canum Venaticorum är en gul till vit ljusstark jättestjärna av spektralklass A II mF2 där suffixnoten anger att vätelinjen i spektret matchar en ljusstark jätte av A-typ medan metallinjerna är närmare en stjärna av spektraltyp F. Den verkar dock inte vara en Am-stjärna eftersom kalcium K-linjen är normal. Tidigare tilldelade Morgan och Abt (1972) den spektralklass F3 III. Den har en massa som är ca 2,4 solmassor, en radie som är ca 4 solradier och utsänder ca 63 gånger mera energi än solen från dess fotosfär vid en effektiv temperatur på ca 7 300 K.
20 Canum Venaticorum, eller AO Canum Venaticorum, är en pulserande variabel av Delta Scuti-typ (DSCT) som varierar mellan visuell magnitud +4,7 och 4,75 med en period av 0,12168 dygn eller 2,920 timmar.